# Lescurry
Lescurry est une commune française située dans le nord du département des Hautes-Pyrénées, en région Occitanie. Sur le plan historique et culturel, la commune est dans l’ancien comté de Bigorre, comté historique des Pyrénées françaises et de Gascogne.
Exposée à un climat océanique altéré, elle est drainée par le canal d'Alaric, l'Estéous et par deux autres cours d'eau. La commune possède un patrimoine naturel remarquable composé d'une zone naturelle d'intérêt écologique, faunistique et floristique.
Lescurry est une commune rurale qui compte 162 habitants en 2022, après avoir connu un pic de population de 365 habitants en 1851. Elle fait partie de l'aire d'attraction de Tarbes..
Ses habitants sont appelés les Lescurriens.

## Géographie

### Localisation
La commune de Lescurry se trouve dans le département des Hautes-Pyrénées, en région Occitanie.
Elle se situe à 14 km à vol d'oiseau de Tarbes, préfecture du département, et à 18 km de Maubourguet, bureau centralisateur du canton du Val d'Adour-Rustan-Madiranais dont dépend la commune depuis 2015 pour les élections départementales.
La commune fait en outre partie du bassin de vie de Vic-en-Bigorre.
Les communes les plus proches sont : 
Castéra-Lou (1,6 km), Escondeaux (2,0 km), Lacassagne (2,4 km), Soréac (2,5 km), Peyrun (2,9 km), Mansan (3,1 km), Sénac (3,3 km), Louit (3,7 km).
Sur le plan historique et culturel, Lescurry fait partie de l’ancien comté de Bigorre, comté historique des Pyrénées françaises et de Gascogne créé au IXe siècle puis rattaché au domaine royal en 1302, inclus ensuite au comté de Foix en 1425 puis une nouvelle fois rattaché au royaume de France en 1607. La commune est dans le pays de Tarbes et de la Haute Bigorre.

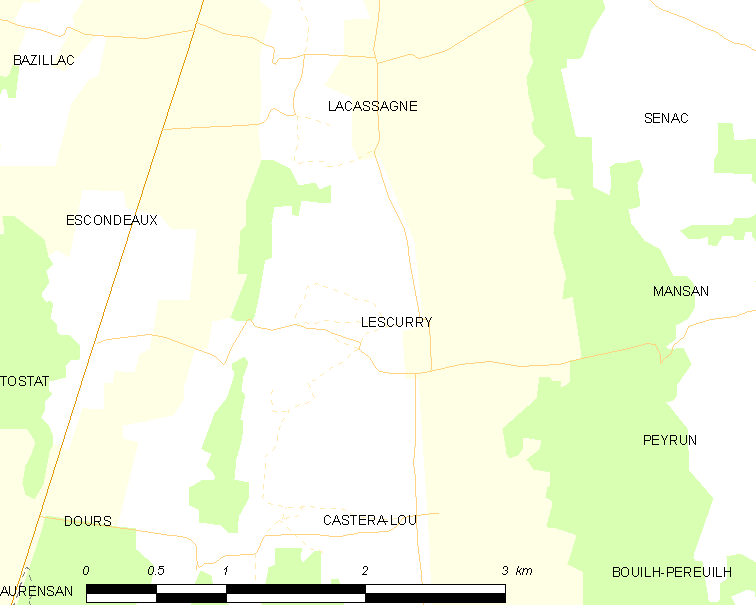
Carte de la commune de Lescurry et des proches communes.

|            | Lacassagne  | Sénac  |
| Escondeaux | Lescurry    | Mansan |
| Dours      | Castéra-Lou | Peyrun |

### Hydrographie
Le ruisseau de Taudia (affluent gauche de l'Estéous) traverse le territoire de la commune d'ouest en est et forme la limite sud avec la commune de Castéra-Lou.

Le  canal d'Alaric traverse la commune du  sud au nord et forme la limite ouest avec la commune d'Escondeaux.

Le ruisseau de l'Estéous (affluent droit de l'Adour) traverse la commune du sud au nord en partie est du village.

Le ruisseau de Jouandot (affluent gauche de l'Estéous) traverse une partie de la commune d'ouest en est et forme la limite nord avec la commune de Lacassagne.

### Climat
Le climat est tempéré de type océanique, en raison de l'influence proche de l'océan Atlantique situé à peu près 150 km plus à l'ouest. La proximité des Pyrénées fait que la commune profite d'un effet de foehn, il peut aussi y neiger en hiver, même si cela reste inhabituel.
| Mois                              | jan.  | fév.  | mars  | avril | mai   | juin  | jui.  | août  | sep.  | oct.  | nov.  | déc.  | année   |
| --------------------------------- | ----- | ----- | ----- | ----- | ----- | ----- | ----- | ----- | ----- | ----- | ----- | ----- | ------- |
| Température minimale moyenne (°C) | 0,6   | 1,3   | 2,7   | 5,2   | 8,3   | 11,6  | 14,1  | 13,9  | 11,7  | 8     | 3,6   | 1,3   | 6,9     |
| Température moyenne (°C)          | 5,3   | 6,1   | 7,8   | 10    | 13,3  | 16,7  | 19,3  | 19    | 17,2  | 13,3  | 8,5   | 5,8   | 11,9    |
| Température maximale moyenne (°C) | 9,9   | 11    | 12,9  | 14,8  | 18,3  | 21,7  | 24,5  | 24    | 22,6  | 18,6  | 13,4  | 10,4  | 16,8    |
| Ensoleillement (h)                | 108,8 | 118,8 | 155,6 | 157,2 | 181,3 | 191,5 | 215,5 | 196,4 | 194,5 | 164,4 | 124,4 | 104,4 | 1 912,8 |
| Précipitations (mm)               | 112,8 | 97,5  | 100,2 | 105,7 | 113,6 | 80,7  | 57,3  | 70,3  | 71    | 85,2  | 93    | 112,1 | 1 099,4 |

### Milieux naturels et biodiversité

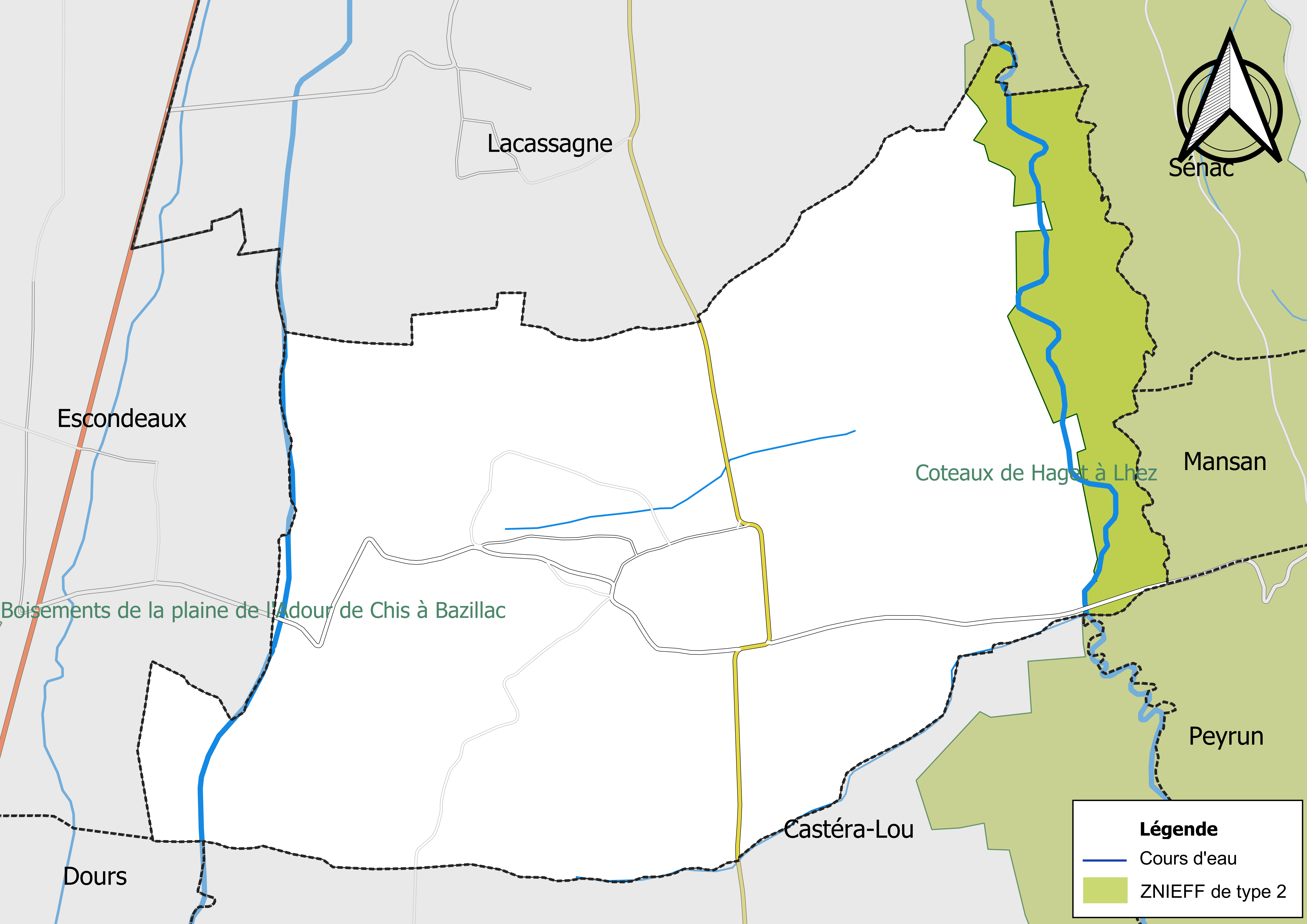
Carte de la ZNIEFF de type 2 localisée sur la commune.

L’inventaire des zones naturelles d'intérêt écologique, faunistique et floristique (ZNIEFF) a pour objectif de réaliser une couverture des zones les plus intéressantes sur le plan écologique, essentiellement dans la perspective d’améliorer la connaissance du patrimoine naturel national et de fournir aux différents décideurs un outil d’aide à la prise en compte de l’environnement dans l’aménagement du territoire.
Une ZNIEFF de type 2 est recensée sur la commune :
les « coteaux de Haget à Lhez » (4 261 ha), couvrant 32 communes dont quatre dans le Gers et 28 dans les Hautes-Pyrénées.

## Urbanisme

### Typologie
Au 1er janvier 2024, Lescurry est catégorisée commune rurale à habitat dispersé, selon la nouvelle grille communale de densité à sept niveaux définie par l'Insee en 2022.
Elle est située hors unité urbaine. Par ailleurs la commune fait partie de l'aire d'attraction de Tarbes, dont elle est une commune de la couronne,. Cette aire, qui regroupe 153 communes, est catégorisée dans les aires de 50 000 à moins de 200 000 habitants,.

### Occupation des sols
L'occupation des sols de la commune, telle qu'elle ressort de la base de données européenne d’occupation biophysique des sols Corine Land Cover (CLC), est marquée par l'importance des territoires agricoles (85,2 % en 2018), en augmentation par rapport à 1990 (84,3 %). La répartition détaillée en 2018 est la suivante : 
zones agricoles hétérogènes (44,8 %), terres arables (40,2 %), forêts (14,8 %), prairies (0,2 %).
L'IGN met par ailleurs à disposition un outil en ligne permettant de comparer l’évolution dans le temps de l’occupation des sols de la commune (ou de territoires à des échelles différentes). Plusieurs époques sont accessibles sous forme de cartes ou photos aériennes : la carte de Cassini (XVIIIe siècle), la carte d'état-major (1820-1866) et la période actuelle (1950 à aujourd'hui).

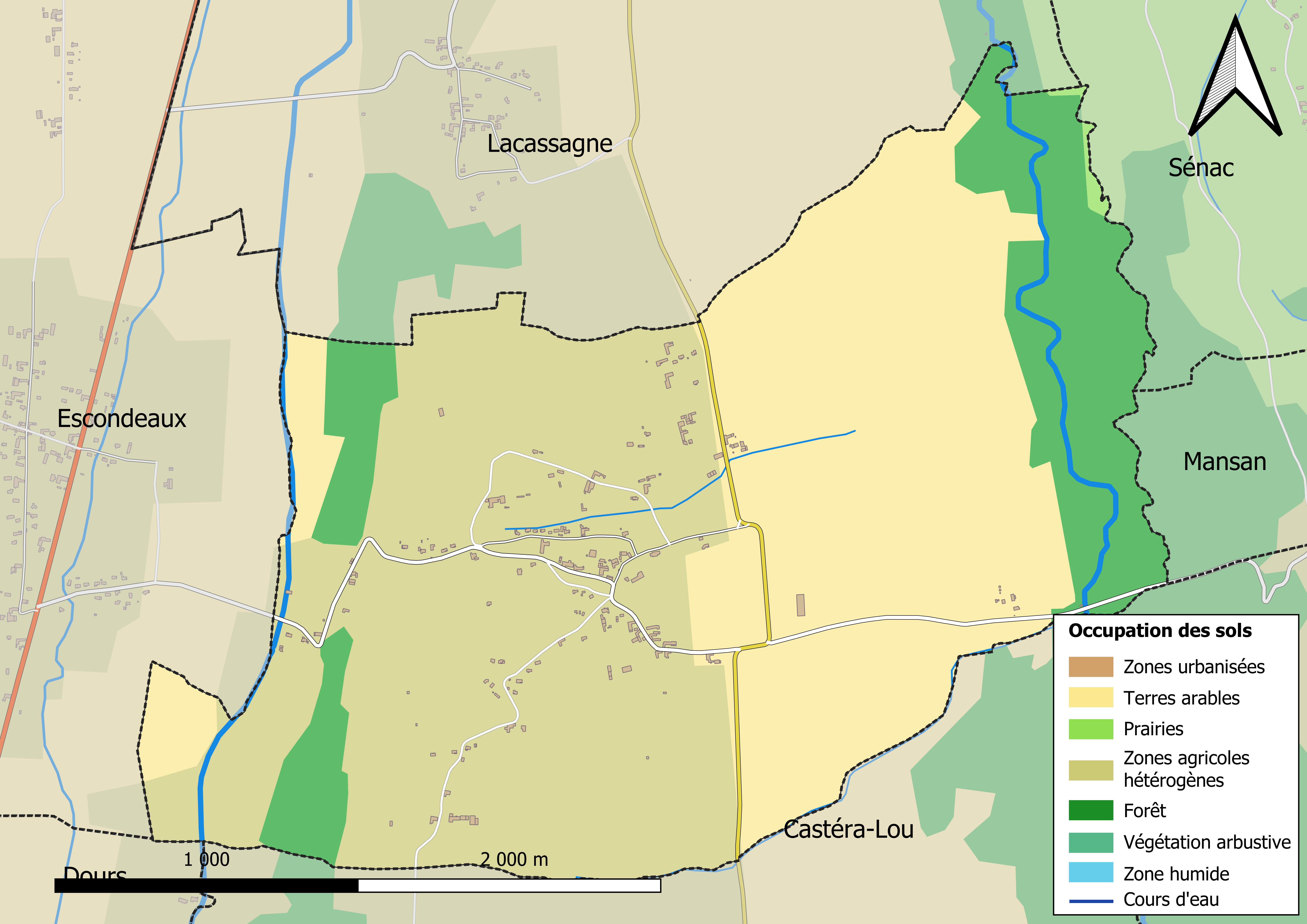
Carte des infrastructures et de l'occupation des sols en 2018 (CLC) de la commune.
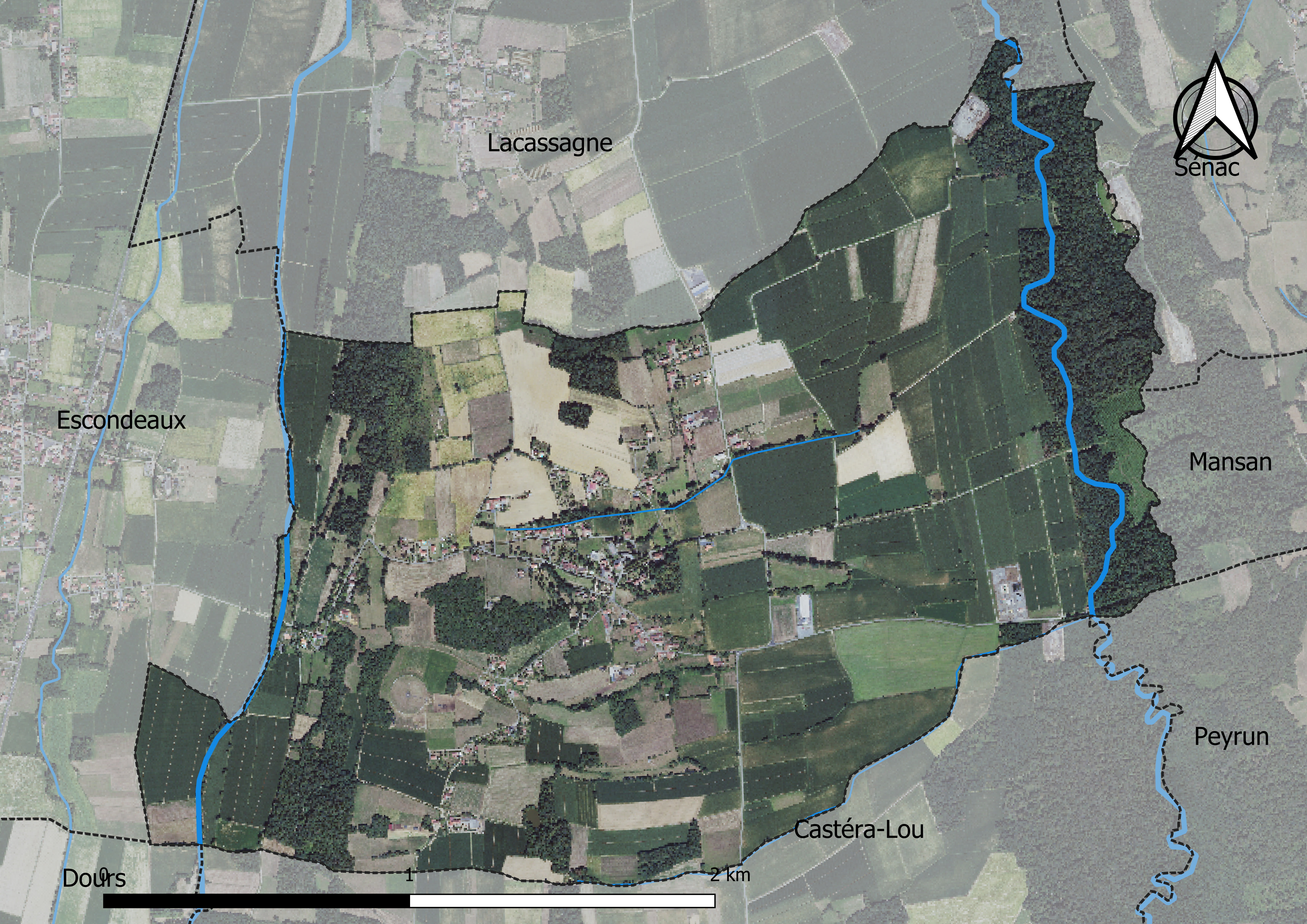
Carte orthophotogrammétrique de la commune.

### Logement
En 2012, le nombre total de logements dans la commune est de 76.

Parmi ces logements, 94.7   % sont des résidences principales, 1.3  % des résidences secondaires et 4.0   % des logements vacants.

### Voies de communication et transports
Cette commune est desservie par les routes départementales D 5 et D 27.

### Risques majeurs
Le territoire de la commune de Lescurry est vulnérable à différents aléas naturels : météorologiques (tempête, orage, neige, grand froid, canicule ou sécheresse), inondations, mouvements de terrains et séisme (sismicité modérée). Un site publié par le BRGM permet d'évaluer simplement et rapidement les risques d'un bien localisé soit par son adresse soit par le numéro de sa parcelle.
Certaines parties du territoire communal sont susceptibles d’être affectées par le risque d’inondation par débordement de cours d'eau, notamment le canal d'Alaric et l'Estéous. La cartographie des zones inondables en ex-Midi-Pyrénées réalisée dans le cadre du XIe Contrat de plan État-région, visant à informer les citoyens et les décideurs sur le risque d’inondation, est accessible sur le site de la DREAL Occitanie. La commune a été reconnue en état de catastrophe naturelle au titre des dommages causés par les inondations et coulées de boue survenues en 1982, 1999 et 2009,.
Lescurry est exposée au risque de feu de forêt. Un plan départemental de protection des forêts contre les incendies a été approuvé par arrêté préfectoral le 21 avril 2020 pour la période 2020-2029. Le précédent couvrait la période 2007-2017. L’emploi du feu est régi par deux types de réglementations. D’abord le code forestier et l’arrêté préfectoral du 27 octobre 2014, qui réglementent l’emploi du feu à moins de 200 m des espaces naturels combustibles sur l’ensemble du département. Ensuite celle établie dans le cadre de la lutte contre la pollution de l’air, qui interdit le brûlage des déchets verts des particuliers. L’écobuage est quant à lui réglementé dans le cadre de commissions locales d’écobuage (CLE)

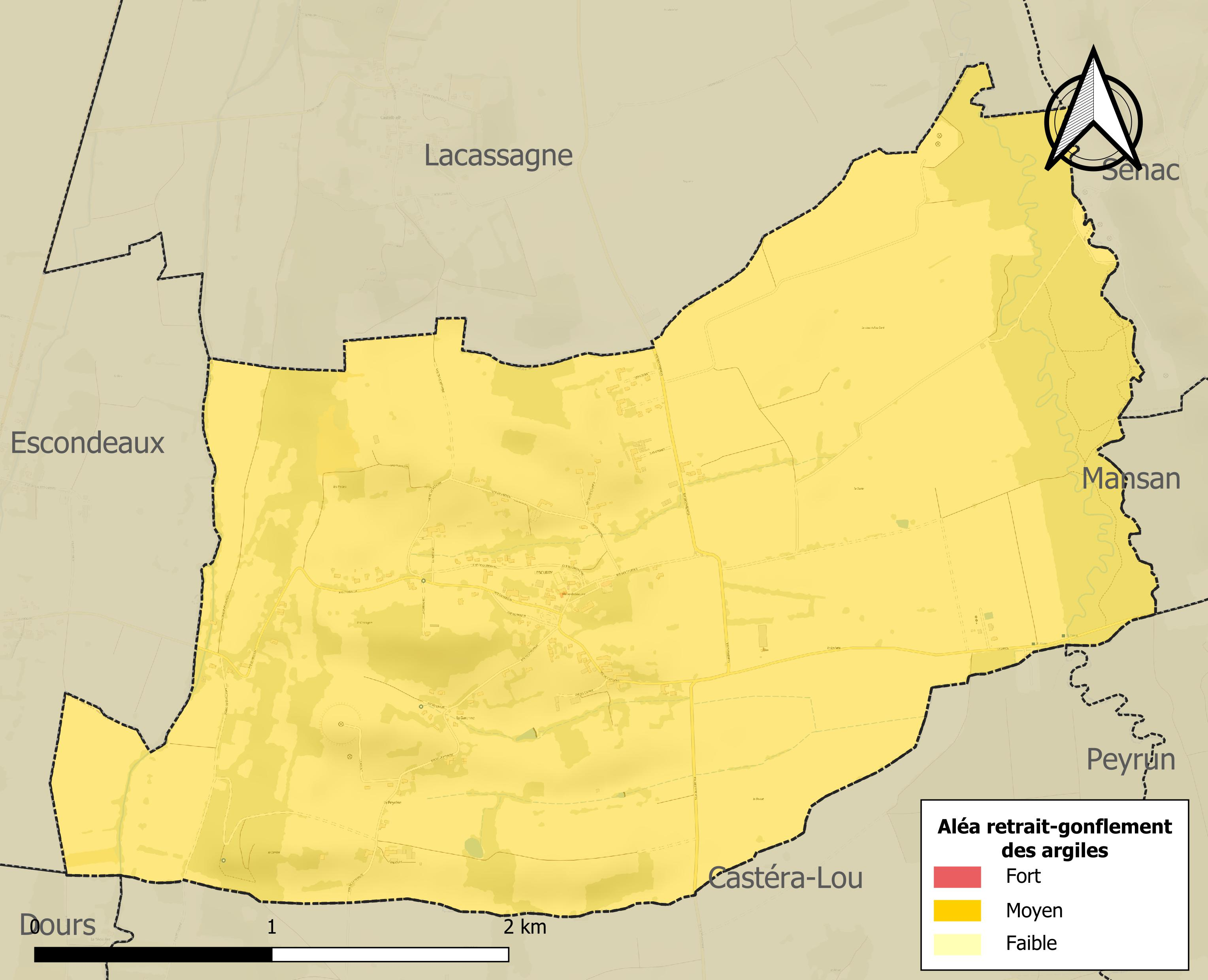
Carte des zones d'aléa retrait-gonflement des sols argileux de Lescurry.

Les mouvements de terrains susceptibles de se produire sur la commune sont des tassements différentiels.
Le retrait-gonflement des sols argileux est susceptible d'engendrer des dommages importants aux bâtiments en cas d’alternance de périodes de sécheresse et de pluie. La totalité de la commune est en aléa moyen ou fort (44,5 % au niveau départemental et 48,5 % au niveau national). Sur les 79 bâtiments dénombrés sur la commune en 2019, 79 sont en aléa moyen ou fort, soit 100 %, à comparer aux 75 % au niveau départemental et 54 % au niveau national. Une cartographie de l'exposition du territoire national au retrait gonflement des sols argileux est disponible sur le site du BRGM,.
Par ailleurs, afin de mieux appréhender le risque d’affaissement de terrain, l'inventaire national des cavités souterraines permet de localiser celles situées sur la commune.
Concernant les mouvements de terrains, la commune a été reconnue en état de catastrophe naturelle au titre des dommages causés par des mouvements de terrain en 1999.

## Toponymie

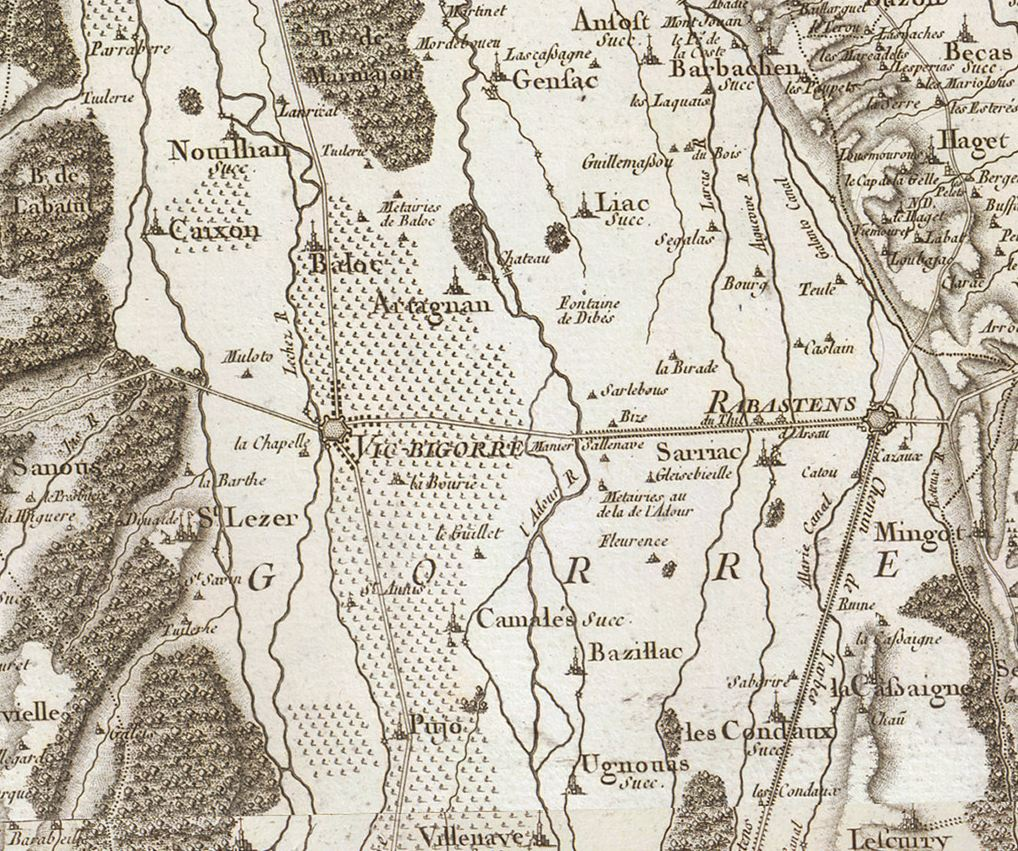
Extrait de la carte de Cassini (entre 1756 et 1789) situant Lescurry au sud de Rabastens-de-Bigorre

On trouvera les principales informations dans le Dictionnaire toponymique des communes des Hautes Pyrénées de Michel Grosclaude et Jean-François Le Nail qui rapporte les dénominations historiques du village :
Dénominations historiques :
- Lascurri, (1285, montre Bigorre) ;
- De Lescurri, (1313, Debita regi Navarre) ;
- De Lascurrio, latin (1342, (pouillé de Tarbes) ;
- de Lascurio, latin (1379, procuration Tarbes) ;
- Lascurri, (1429, censier Bigorre) ;
- Lescurry, (fin XVIIIe siècle, carte de Cassini).

Nom occitan : Lescurri.
L'étymon du mot Lescurry est le mot germanique skür qui signifie étable et qui a été latinisé en scura et scuria (fr. écurie). Le mot ici est escúrria, avec article, l'escúrria, prononcé l' escurri . Ce mot (tombé en désuétude en gascon) désigne une grange et est cognat du mot français écurie (l'écurie). Une autre forme du mot, de même sens, est escurra, également représenté en toponymie gasconne (Lescure, en Couserans) (voir là: https://www.persee.fr/doc/onoma_0755-7752_1993_num_21_1_1179_t1_0222_0000_2). Le mot latin-médiéval de Lescurry est une adaptation phonétique du mot gascon.
Le toponyme bigourdan  Lescurri n'est pas du tout apparenté à Lescar.   Le nom en latin médiéval de Lescar était Lascurris, forme latinisée de Lescourre (L'escorra) qui désigne le ruisseau de drainage qui borde le nord de la ville. Le toponyme Lescar vient de...lescar, un mot gascon qui désigne un terrain non labourable. Ce mot lescar ne dérive pas du tout de Lascurris mais du mot celtique lesca qui signifie mou, passé en latin (lĭsca) ou il signifie laiche (plante de zone humide) et probablement marécage , sens qu'a ce mot dans plusieurs parlers romans et aussi en basque qui a emprunté le mot au latin  (liska). Le mot lescar (prononcé « lescà »)  désigne un terrain non labourable ( parce que "mou", c'est-à-dire gorgé d'eau), Étymologiquement, ce mot   lescar (< lat. liscaris) signifie en vrai:  lieu où poussent les laîches, Ces plantes poussent en terrain inondé, marécageux

## Histoire

### Cadastre napoléonien de Lescurry
Le plan cadastral napoléonien de Lescurry est consultable sur le site des archives départementales des Hautes-Pyrénées.

## Politique et administration

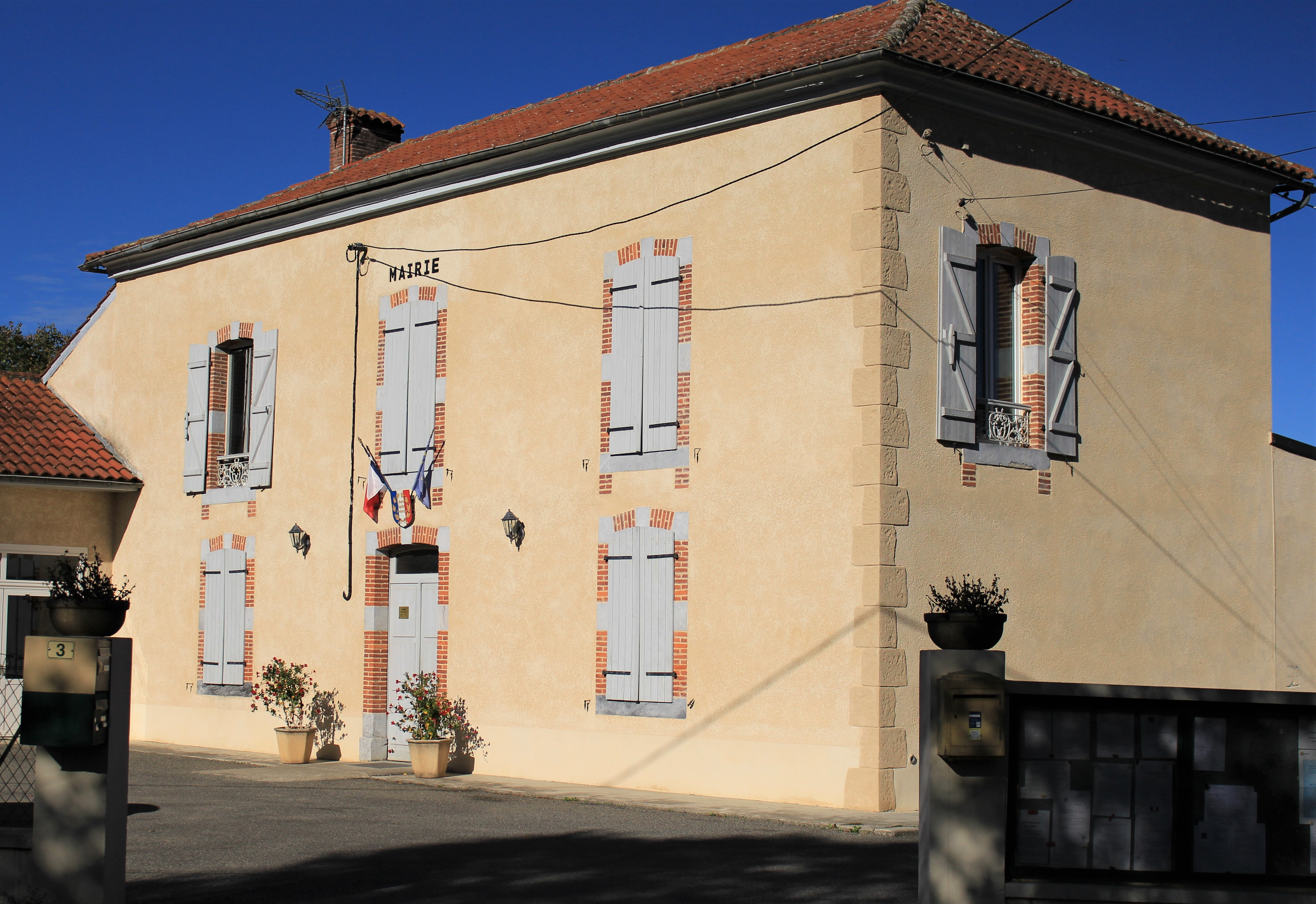
La mairie en 2022.

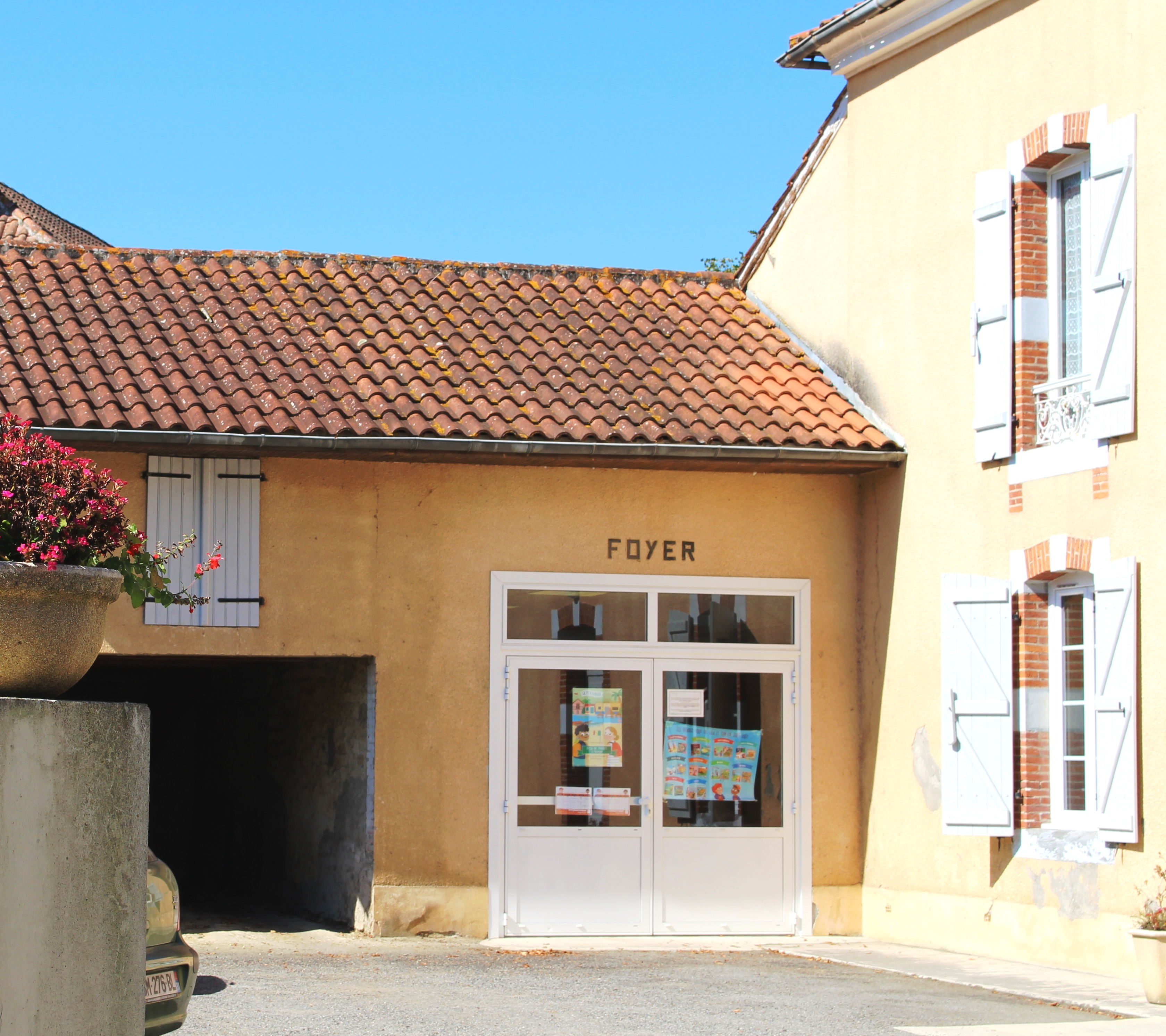
Le foyer rural en 2016.

### Liste des maires
| Période                                  | Période   | Identité         | Étiquette | Qualité |
| ---------------------------------------- | --------- | ---------------- | --------- | ------- |
| avant 1879                               |           | Gabriel Baratgin |           |         |
| Les données manquantes sont à compléter. |           |                  |           |         |
|                                          |           |                  |           |         |
| mars 1995                                | mars 2001 | Marcel Sentubery |           |         |
| mars 2001                                | mars 2008 | Maryse Galinier  |           |         |
| mars 2008                                | mars 2020 | Roland Artus     |           |         |
| mars 2020                                | En cours  | Dominique Delluc |           |         |

### Rattachements administratifs et électoraux

#### Historique administratif
Pays et sénéchaussée de Bigorre, quarteron de Rabastens, canton de Rabastens (1790-2014).

#### Intercommunalité
Lescurry appartient à la communauté de communes Adour Madiran créée en janvier 2017 qui a la particularité de réunir 72 communes de Bigorre et Béarn.

## Population et société

### Démographie

#### Évolution démographique

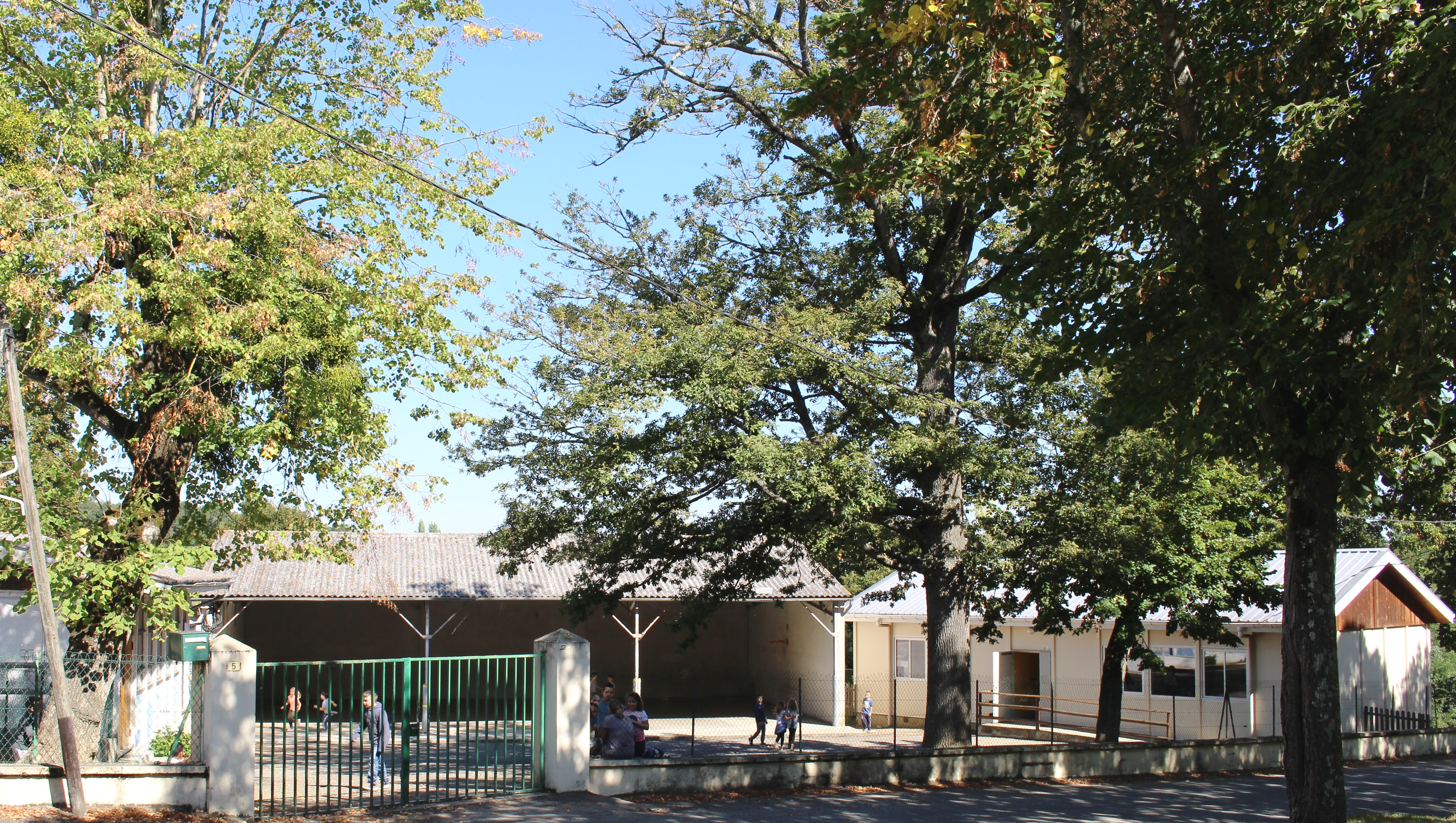
L’école primaire en 2016.

| 1793 | 1800 | 1806 | 1821 | 1831 | 1836 | 1841 | 1846 | 1851 |
| ---- | ---- | ---- | ---- | ---- | ---- | ---- | ---- | ---- |
| 236  | 265  | 290  | 278  | 312  | 320  | 314  | 348  | 365  |

| 1856 | 1861 | 1866 | 1876 | 1881 | 1886 | 1891 | 1896 | 1901 |
| ---- | ---- | ---- | ---- | ---- | ---- | ---- | ---- | ---- |
| 289  | 280  | 270  | 247  | 252  | 241  | 238  | 223  | 218  |

| 1906 | 1911 | 1921 | 1926 | 1931 | 1936 | 1946 | 1954 | 1962 |
| ---- | ---- | ---- | ---- | ---- | ---- | ---- | ---- | ---- |
| 206  | 208  | 167  | 166  | 157  | 155  | 168  | 187  | 170  |

| 1968 | 1975 | 1982 | 1990 | 1999 | 2004 | 2006 | 2009 | 2014 |
| ---- | ---- | ---- | ---- | ---- | ---- | ---- | ---- | ---- |
| 149  | 149  | 172  | 189  | 163  | 166  | 167  | 175  | 172  |

| 2019 | 2022 | - | - | - | - | - | - | - |
| ---- | ---- | - | - | - | - | - | - | - |
| 168  | 162  | - | - | - | - | - | - | - |

### Enseignement
La commune dépend de l'académie de Toulouse. Elle dispose d’une école en 2017.
- École primaire.

## Économie

### Revenus
En 2018, la commune compte 68 ménages fiscaux, regroupant 151 personnes. La médiane du revenu disponible par unité de consommation est de 21 000 € (20 420 € dans le département).

### Emploi
|                | 2008  | 2013   | 2018  |
| -------------- | ----- | ------ | ----- |
| Commune        | 8,2 % | 11,8 % | 8,2 % |
| Département    | 7,7 % | 9,4 %  | 9,8 % |
| France entière | 8,3 % | 10 %   | 10 %  |

En 2018, la population âgée de 15 à 64 ans s'élève à 98 personnes, parmi lesquelles on compte 83,5 % d'actifs (75,3 % ayant un emploi et 8,2 % de chômeurs) et 16,5 % d'inactifs,. En  2018, le taux de chômage communal (au sens du recensement) des 15-64 ans est inférieur à celui de la France et département, alors qu'en 2008 il était supérieur à celui du département et inférieur à celui de la France.
La commune fait partie de la couronne de l'aire d'attraction de Tarbes, du fait qu'au moins 15 % des actifs travaillent dans le pôle,. Elle compte 21 emplois en 2018, contre 22 en 2013 et 21 en 2008. Le nombre d'actifs ayant un emploi résidant dans la commune est de 76, soit un indicateur de concentration d'emploi de 27,9 % et un taux d'activité parmi les 15 ans ou plus de 58,5 %.
Sur ces 76 actifs de 15 ans ou plus ayant un emploi, 10 travaillent dans la commune, soit 13 % des habitants. Pour se rendre au travail, 93,3 % des habitants utilisent un véhicule personnel ou de fonction à quatre roues, 2,6 % s'y rendent en deux-roues, à vélo ou à pied et 4 % n'ont pas besoin de transport (travail au domicile).

## Culture locale et patrimoine

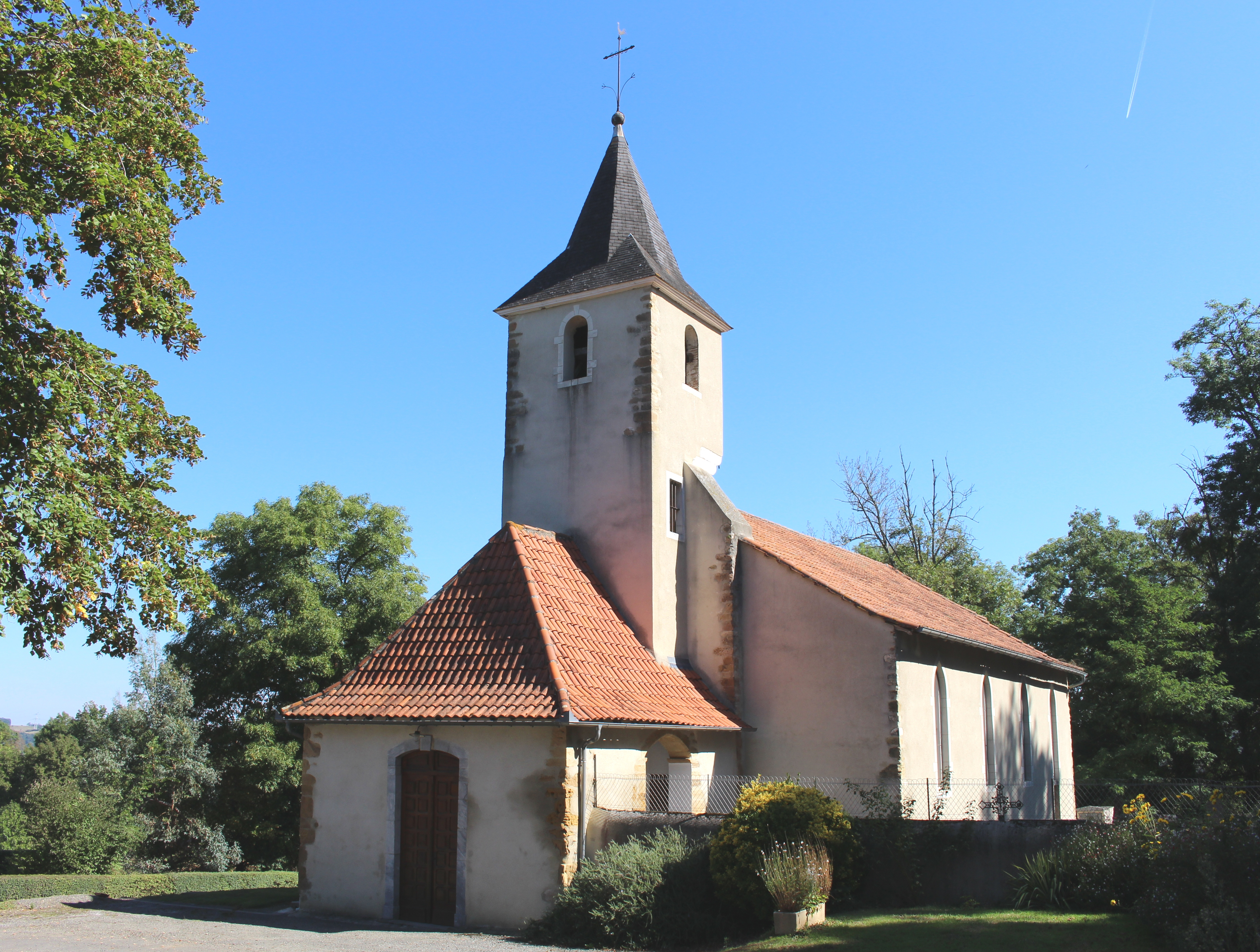
L'église Martyre-de-Saint-Jean-Baptiste en 2016.

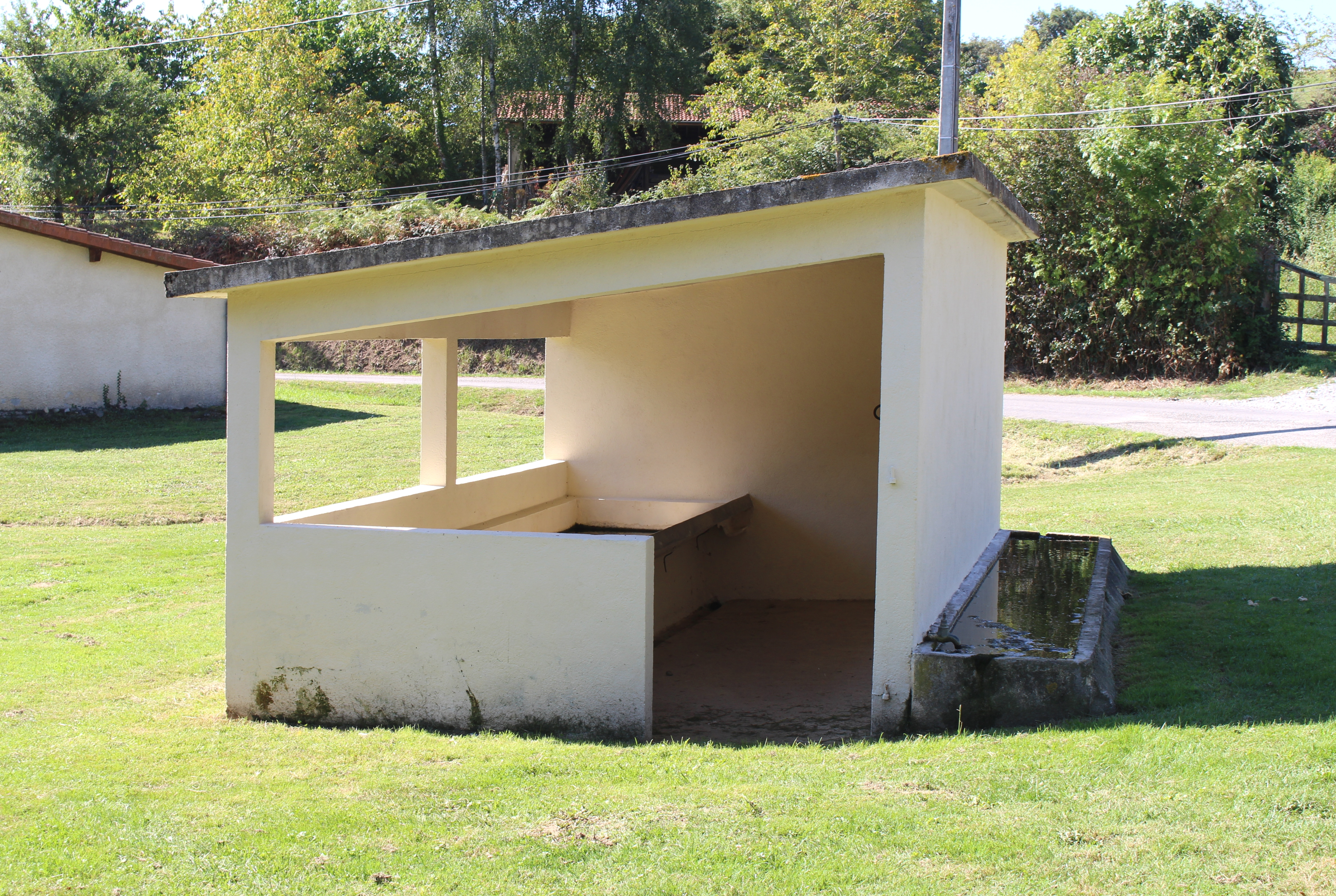
Le Lavoir de Lescurry.

### Lieux et monuments
- Église Martyre-de-Saint-Jean-Baptiste de Lescurry.
- Lavoir.

Sélection de vues de l'église Martyre-de-Saint-Jean-Baptiste.
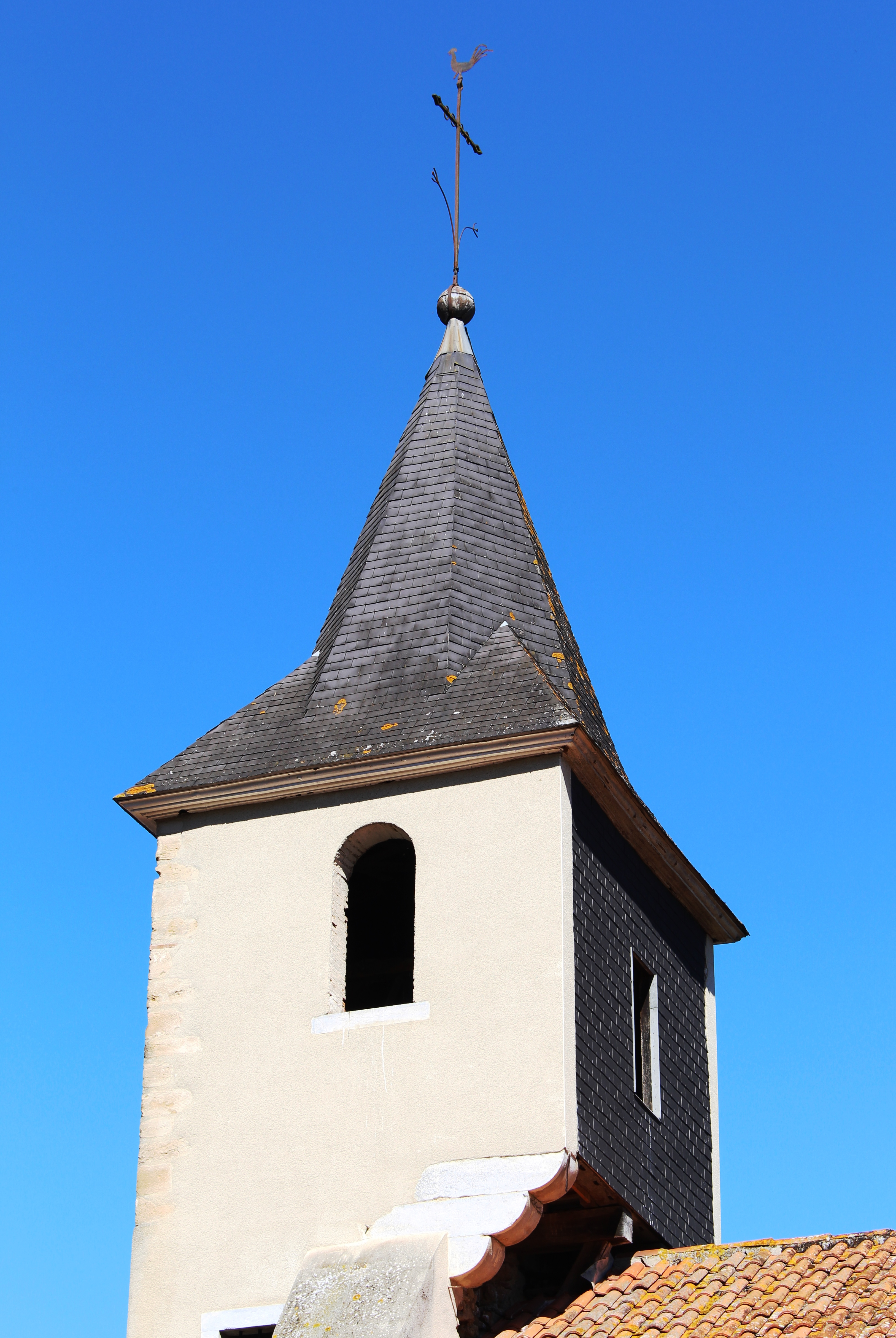
Le clocher
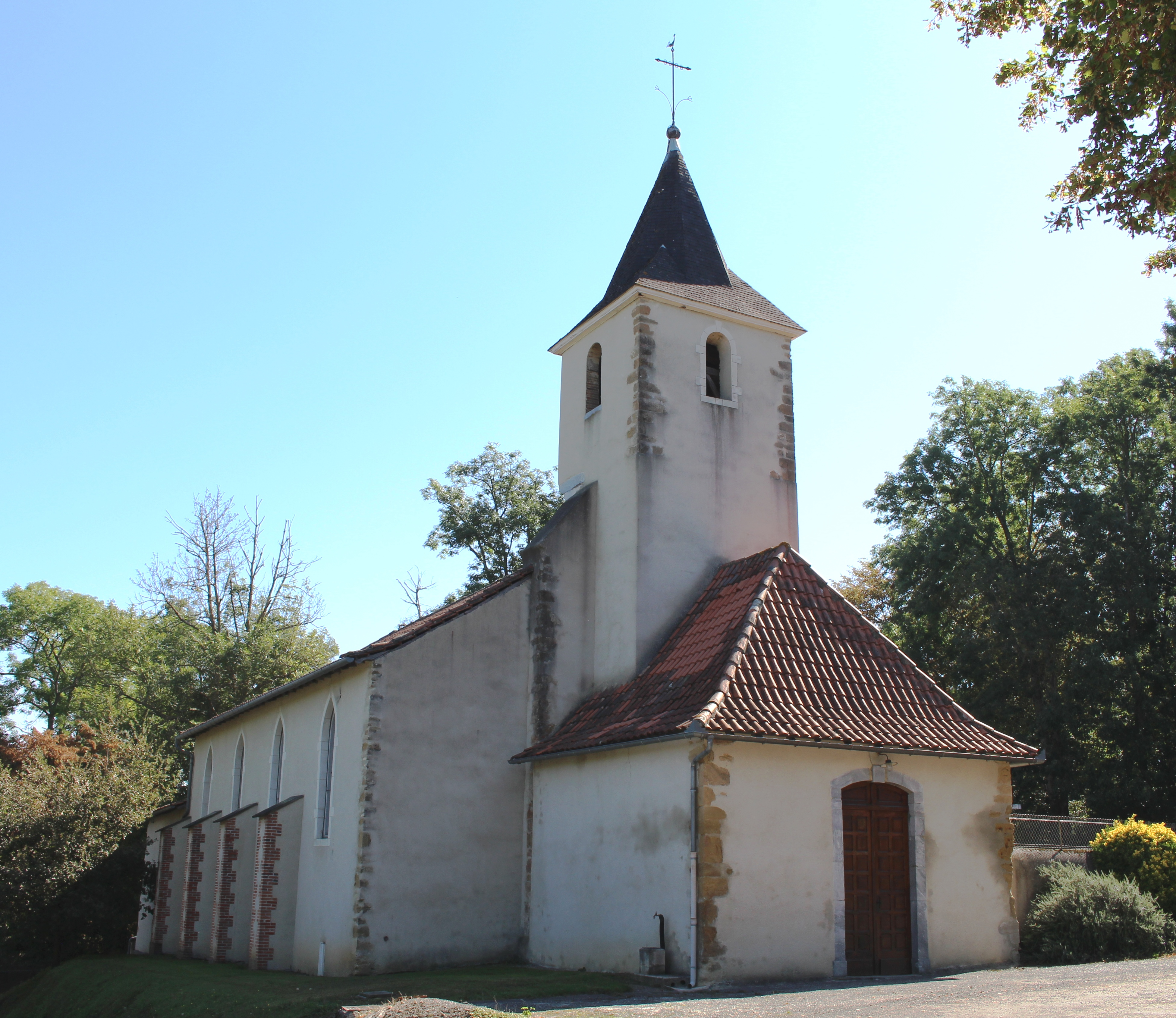

### Personnalités liées à la commune
Mathilde Pomès, femme de lettres française, est née à Lescurry.

### Héraldique
| Blason | Blasonnement : D'argent à trois fasces ondées d'azur. |